# Tibi
Tibi és un municipi del País Valencià a la comarca de l'Alcoià.

## Geografia

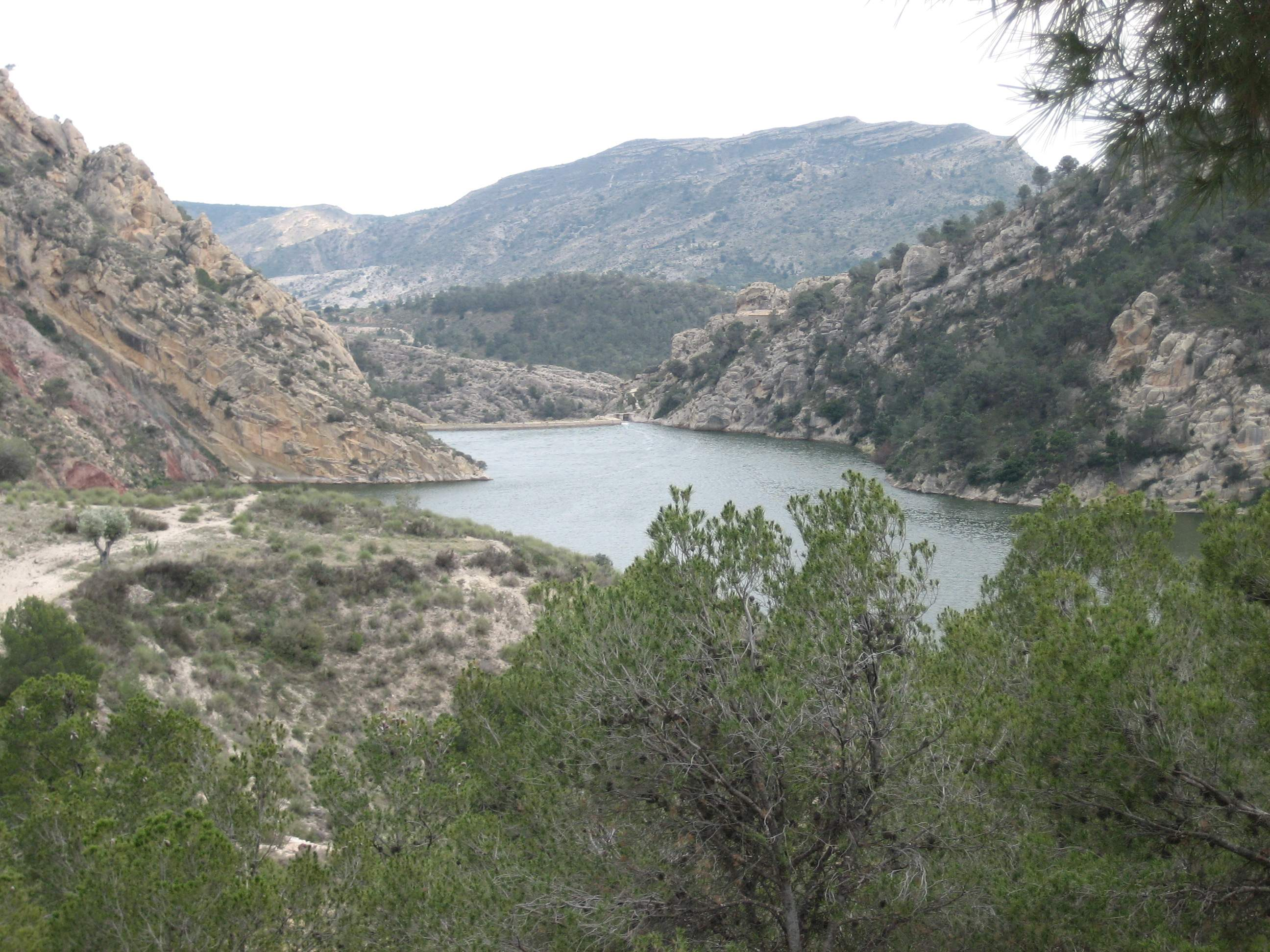
Pantà de Tibi

El nucli urbà té una població de 1.485 habitants i se situa sobre un pujol, entre el Maigmó i la penya de Migjorn. Al davant es troben, sobre un altre pujol, les restes d'un antic castell àrab del segle x. Pel seu terme municipal passa el riu Verd o Montnegre, que a 3 km de la localitat forma el pantà de Tibi, el pantà d'Europa més antic encara en funcionament, construït l'any 1594 per al reg de l'horta alacantina.
El clima és mediterrani, amb una temperatura mitjana anual de 16 ° i 421 mm de precipitacions. La mitjana de les mínimes de gener és relativament fresca (4,7 °C), mentre que la mitjana de les màximes d'agost és calorosa (29,9 °C).
El terme municipal de Tibi presenta una gran bellesa paisatgística que incita a la realització de senderisme. A part de la visita del pantà de Tibi, una bona excursió és seguir el riu Verd des del pont, als peus del pujol de Tibi, fins a la cua de l'embassament; durant el passeig es poden observar diferents formacions geològiques i antigues construccions d'agricultors.

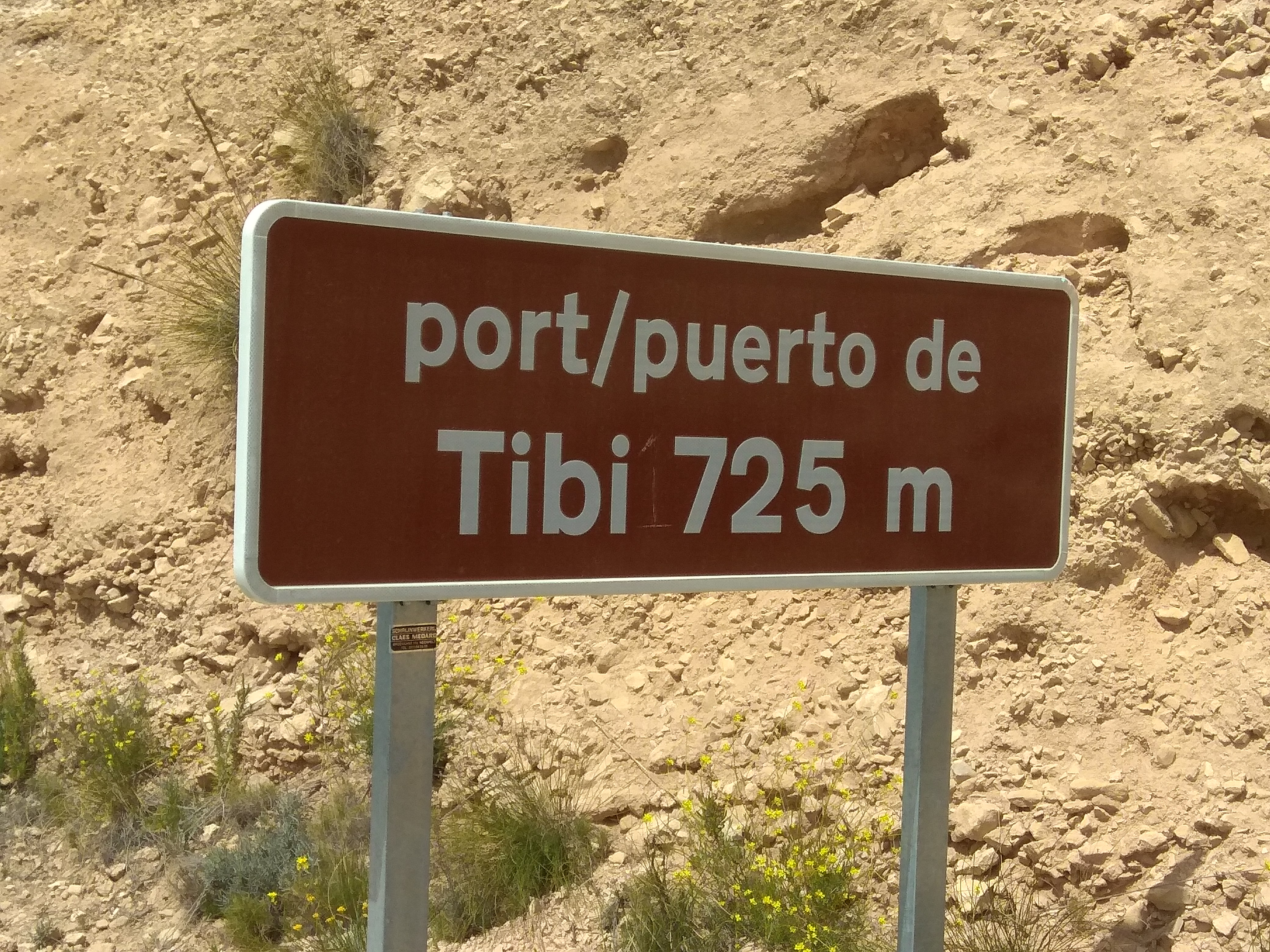

D'altra banda, es pot ascendir al Maigmó per carretera o a peu fins a l'anomenat Balcó d'Alacant, des d'on s'albira una bonica vista de la capital.
Tibi limita amb els termes municipals d'Agost, Alacant, Castalla, Xixona i Sant Vicent del Raspeig.

## Demografia
A partir de 1900 l'evolució demogràfica és recessiva. A mitjan dècada dels vuitanta s'hi censen 1.025 habitants (tibers), augmentant a 1.267 el 2003.
| any  | habitants |
| ---- | --------- |
| 1900 | 1.571     |
| 1910 | 1.652     |
| 1920 | 1.457     |
| 1930 | 1.439     |
| 1940 | 1.293     |
| 1950 | 1.218     |
| 1960 | 1.137     |
| 1970 | 1.041     |
| 1981 | 986       |
| 1991 | 1.045     |
| 2000 | 1.205     |
| 2005 | 1.485     |
| 2006 | 1.572     |
| 2007 | 1.625     |
| 2008 | 1.677     |
| 2009 | 1.719     |

## Economia
La superfície conreada és d'unes 1.600 hectàrees, la cinquena part del terme, on es planten ametlers, oliveres i vinya, però també hi ha alguns regadius per a hortalisses i fruiters. Molts dels seus habitants treballen en indústries de la veïna localitat d'Ibi. El 46 % de la seua població activa treballa en la indústria, mentre que al sector agrari treballa el 34 % dels actius.

## Història
Població d'origen musulmà, igual que el castell, que té la mateixa denominació. Darrere la conquesta cristiana fou donada a Sanxo de Lienda, cavaller navarrès que va lluitar junt a Jaume I. A partir del segle xiv serà incorporada a la baronia de Castalla, ostentada per Ramon Vilanova i Lladró des que Pere II li la va adjudicar el 1362. A mitjan segle xvi estava poblada per 102 cases. Durant la guerra de Successió fou partidària de la casa de Borbó, la qual cosa li valdria el privilegi de ser nomenada vila en l'any 1705.

## Política i govern

### Composició de la Corporació Municipal
El Ple de l'Ajuntament està format per 9 regidors. En les eleccions municipals de 26 de maig de 2019 foren elegits 4 regidors del Partit Popular (PP), 4 del Partit Socialista del País Valencià (PSPV-PSOE) i 1 de l'Agrupación Independiente para el Desarrollo de la Urbanizaciones de Tibi (AIDU-Tibi).
| Eleccions municipals de 26 de maig de 2019 - Tibi                                                                                       |                                                                          |                                     |                                     |        |          |          |
| Candidatura | Candidatura                                                              | Candidatura                         | Cap de llista                       | Vots   | Vots     | Regidors |
| | Partit Popular                                                           |                                     | Juan José Ballester Sirvent         | 430    | 41,15%   | 4 ()     |
| | Partit Socialista del País Valencià-PSOE                                 |                                     | José Luis Candela Galiano           | 404    | 28,66%   | 4 ()     |
| | Agrupación Independiente para el Desarrollo de la Urbanizaciones de Tibi |                                     | Julia María Cartagena de la Peña    | 200    | 19,14%   | 1 ()     |
| | Vots en blanc                                                            |                                     |                                     | 11     | 1,05%    |          |
| Total vots vàlids i regidors | Total vots vàlids i regidors                                             | Total vots vàlids i regidors        | Total vots vàlids i regidors        | 1.045  | 100 %    | 9        |
| | Vots nuls                                                                | Vots nuls                           | Vots nuls                           | 6      | 0,57%    |          |
| Participació (vots vàlids més nuls) | Participació (vots vàlids més nuls)                                      | Participació (vots vàlids més nuls) | Participació (vots vàlids més nuls) | 1.051  | 78,20%** |          |
| Abstenció | Abstenció                                                                | Abstenció                           | Abstenció                           | 293*   | 21,80%** |          |
| Total cens electoral | Total cens electoral                                                     | Total cens electoral                | Total cens electoral                | 1.344* | 100 %**  |          |
| Alcalde: José Luis Candela Galiano (PSPV) (15/06/2019) Per majoria absoluta dels vots dels regidors (5 vots: 4 de PSPV i 1 d'AIDU-Tibi) |                                                                          |                                     |                                     |        |          |          |
| Fonts: JEC, JEZ Alacant, M. Interior, Periòdic Ara. (* No són vots sinó electors. ** Percentatge respecte del cens electoral.)          |                                                                          |                                     |                                     |        |          |          |

### Alcaldes
Des de 2019 l'alcalde de Tibi és José Luis Candela Galiano del Partit Socialista del País Valencià (PSPV-PSOE).
| Període                       | Alcalde o alcaldessa        | Partit polític | Data de possessió | Observacions |
| ----------------------------- | --------------------------- | -------------- | ----------------- | ------------ |
| 1979–1983                     | Antonio Mira Bellido        | UCD            | 19/04/1979        | --           |
| 1983–1987                     | Antonio Mira Bellido        | AP-PDP-UL-UV   | 28/05/1983        | --           |
| 1987–1991                     | Antonio Mira Bellido        | AP             | 30/06/1987        | --           |
| 1991–1995                     | Antonio Mira Bellido        | PP             | 15/06/1991        | --           |
| 1995–1999                     | Ángel Galiano Ventura       | PP             | 17/06/1995        | --           |
| 1999–2003                     | Ángel Galiano Ventura       | PP             | 03/07/1999        | --           |
| 2003–2007                     | Jesús Ferrara Maches        | PSPV-PSOE      | 14/06/2003        | --           |
| 2007–2011                     | Jesús Ferrara Maches        | PSPV-PSOE      | 16/06/2007        | --           |
| 2011–2015                     | Juan José Ballester Sirvent | PP             | 11/06/2011        | --           |
| 2015–2019                     | Juan José Ballester Sirvent | PP             | 13/06/2015        | --           |
| 2019-2023                     | Jose Luis Candela Galiano   | PSPV-PSOE      | 15/06/2019        | --           |
| Des de 2023                   | Jose Luis Candela Galiano   | PSPV-PSOE      | 17/06/2023        | --           |
| Fonts: Generalitat Valenciana |                             |                |                   |              |

## Personatges il·lustres
- Álvaro López Cremades, pilotari.
- Vania Rico, esportista, ciclocròs.
- Ricardo Cremades, premi en 2014 per la FSMCV, Federació de Societats Musicals de la Comunitat Valenciana per la seua Dedicació a la seua Sociedad musical: Ricardo Cremades de la Societat Musical "La Magdalena" de Tibi, d'Alacant

## Tradicions
- Les enramades
- La Romeria de la Pedrera en honor del Nostre Senyor Robat.
- Rodar les Aixames
- Festes les Danses de Reis[12]
- Festes patronals en honor de Santa Maria Magdalena de Tibi, del 22 fins al 25 de juliol[13]